# Premio Internacional Menéndez Pelayo
El Premio Internacional Menéndez Pelayo fue creado en el año 1987 bajo el patrocinio de Eulalio Ferrer, que eligió a la Universidad Internacional Menéndez Pelayo (UIMP) como sede para entregar el galardón y organizarlo, junto con la Fundación Cervantina de México, con el objetivo de destacar la labor literaria o científica de las personalidades cuya obra tenga una repercusión y dimensión humanística.
Los premios, destinados a autores en lengua española o portuguesa, se entregan en un acto celebrado en el hall real del palacio de la Magdalena de Santander (Cantabria) durante los Cursos de Verano de la UIMP. A los galardonados les corresponde en la actualidad una dotación económica de 20 000 euros, acompañada de la Medalla de Honor de la universidad.

## Historia

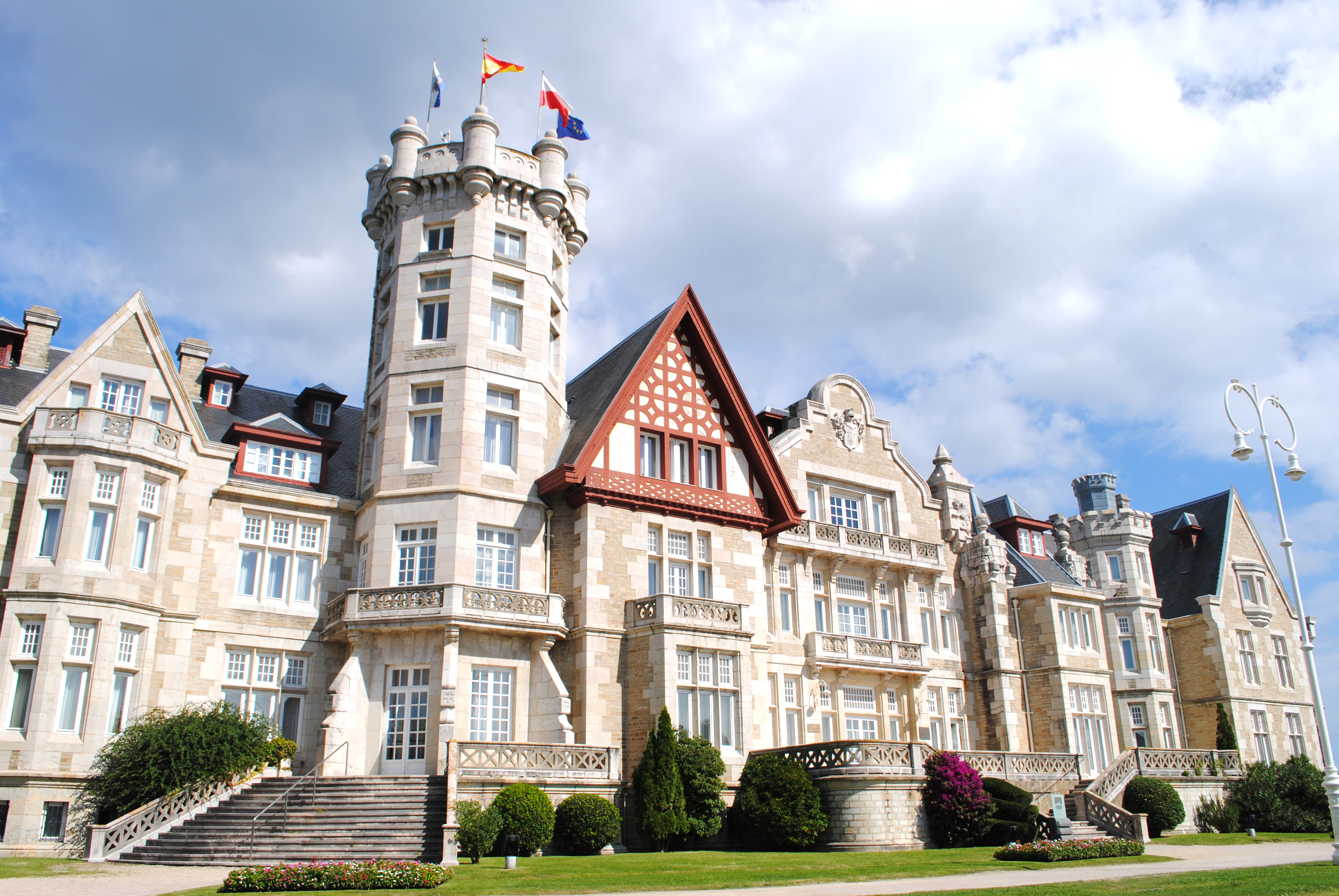
Palacio de la Magdalena, en Santander, Cantabria

El galardón encuentra sus raíces en otro premio promovido por el mismo mecenas y dedicado a su padre, denominado Premio de Novela Eulalio Ferrer y entregado en el Ateneo de Santander.
Desde sus inicios, el Premio Internacional Menéndez Pelayo se entrega a personalidades con una trayectoria importante en las letras hispanas. La propuesta de los candidatos al premio la realizan las universidades, academias, así como otras instituciones vinculadas a la cultura literaria, humanística o científica de los países de estas lenguas. Según sus bases actuales, el jurado estará formado por los siguientes miembros:
- Un/una representante, de reconocido prestigio académico, de una universidad iberoamericana.
- La persona titular de la dirección de la Real Academia Española o la persona en quien delegue.
- Dos miembros del Patronato de la UIMP, uno de ellos designado por la Secretaría General de Universidades.
- La persona que ostente la dirección del Instituto Cervantes.
- La persona que presida el Consejo Superior de Investigaciones Científicas o persona en quien delegue.
- Una persona galardonada anteriormente con el Premio Internacional Menéndez Pelayo.
- El consejero delegado de EDP España o la persona en quien delegue.

En anteriores ediciones, formaron parte del jurado el rector de la UIMP, una terna de exrectores de la misma universidad, una persona designada por las reales academias españolas, el director general de Relaciones Culturales y Científicas de la Agencia Española de Cooperación Internacional para el Desarrollo, el presidente de la Fundación Santillana, el rector o la rectora de una universidad iberoamericana y la persona que hubiera obtenido el premio en la anterior convocatoria, así como el presidente de la Fundación Cervantina de México, Eulalio Ferrer, o la persona en quien él delegara.  
Tras la muerte de Eulalio Ferrer en 2009, y con motivo de diversas desavenencias de su heredera con la dirección de la UIMP, la Fundación Cervantina de México decidió separar su camino y crear en 2012 el denominado Premio Internacional Eulalio Ferrer, por lo que dejó de participar en la entrega del Premio Internacional Menéndez Pelayo.

## Lista de galardonados

### Premiados por nacionalidad

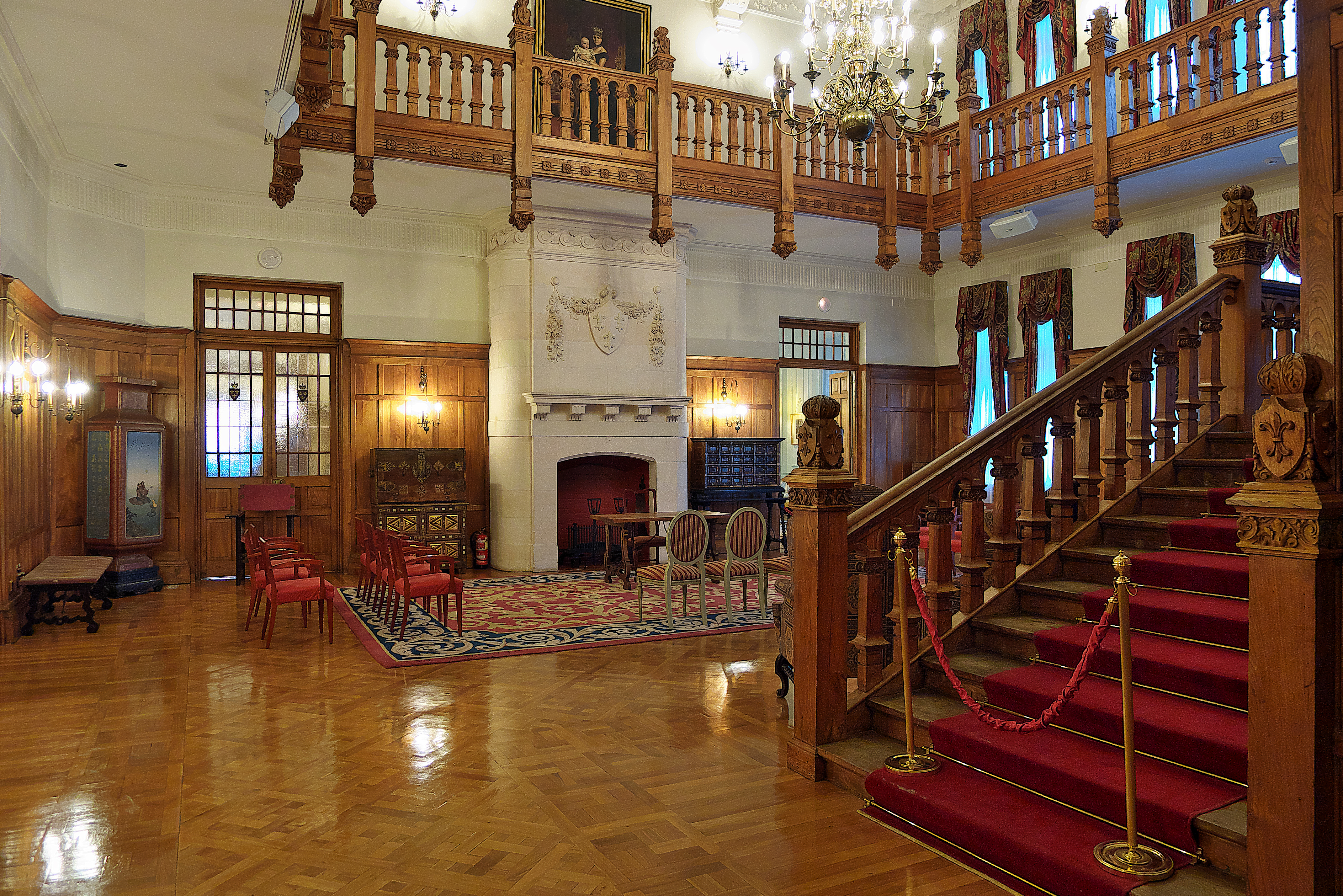
Hall real del palacio de la Magdalena

| Nacionalidad | Premiados/as |
| ------------ | ------------ |
| España       | 24           |
| México       | 8            |
| Argentina    | 1            |
| Perú         | 1            |
| Brasil       | 1            |
| Uruguay      | 1            |
| Colombia     | 1            |
| Alemania     | 1            |